# استان گازا
گازا (پرتغالی: Gaza) استانی واقع‌در موزامبیک است. استان گازا ۷۵٬۷۰۹ کیلومتر مربع مساحت دارد و بنابر سرشماری ۲۰۱۷ میلادی، ۱٬۴۴۶٬۶۵۴ نفر جمعیت داشته‌است. Xai-Xai مرکز استان گازا است. استان اینهامبانه در شرق، استان مانیکا در شمال، استان ماپوتو در جنوب، آفریقای جنوبی در غرب، و زیمبابوه در شمال غرب این استان قرار گرفته‌است.